# Nei til EU
Nei til EU er en norsk interesseorganisation, der er imod norsk medlemskab af Den Europæiske Union. Organisationen blev stiftet i 1990 som en videreførelse af den tidligere Folkebevegelsen mot EEC.
Mange af medlemmerne kommer fra politiske partier og bevægelser som f.eks. Sosialistisk Venstreparti (SV), Attac, Arbeiderpartiet og Senterpartiet. Formanden har siden 2020 været Roy Pedersen, der er fra fagbevægelsen.
Nei til EU har i dag 20.000 medlemmer fordelt på 19 regionale afdelinger.

## Ledere af Nei til EU
- 1990–1995 Kristen Nygaard
- 1995–1997 Stein Ørnhøi
- 1997–1999 Lisbeth Holand
- 1999–2004 Sigbjørn Gjelsvik
- 2004–2014 Heming Olaussen
- 2014–2020 Kathrine Kleveland
- 2020– Roy Pedersen